# Primera División de Chile 1969
El Campeonato Nacional de Fútbol de la Primera División de 1969 fue el torneo disputado en la 37ª temporada de la máxima categoría del fútbol profesional chileno, con la participación de 18 equipos.
El torneo se dividió en dos zonas basadas en un criterio geográfico: 
- Metropolitano (8 equipos. Todos de Santiago)
- Provincial (10 equipos. Del resto del país)

Los 5 primeros de cada zona clasifican con puntos extras según la posición en el Metropolitano y el Provincial, según corresponda. 
El campeón fue Universidad de Chile que logró su séptimo campeonato.

## Torneo Metropolitano
| Pos | Equipo               | PJ | PG | PE | PP | GF | GC | Dif | Pts | Bonificación |
| --- | -------------------- | -- | -- | -- | -- | -- | -- | --- | --- | ------------ |
| 1   | Universidad de Chile | 14 | 9  | 5  | 0  | 34 | 16 | 18  | 23  | 5            |
| 2   | Unión Española       | 14 | 6  | 3  | 5  | 28 | 26 | 2   | 15  | 4            |
| 3   | Palestino            | 14 | 5  | 4  | 5  | 20 | 16 | 4   | 14  | 3            |
| 4   | Colo-Colo            | 14 | 6  | 2  | 6  | 36 | 35 | 1   | 14  | 2            |
| 5   | Audax Italiano       | 14 | 5  | 3  | 6  | 32 | 36 | -4  | 13  | 1            |
| 6   | Universidad Católica | 14 | 6  | 1  | 7  | 32 | 36 | -4  | 13  | 0            |
| 7   | Santiago Morning     | 14 | 4  | 3  | 7  | 28 | 31 | -3  | 11  | 0            |
| 8   | Magallanes           | 14 | 3  | 3  | 8  | 16 | 30 | -14 | 9   | 0            |

PJ=Partidos jugados; PG=Partidos ganados; PE=Partidos empatados; PP=Partidos perdidos; GF=Goles a favor; GC=Goles en contra; Dif=Diferencia de gol; Pts=Puntos
|  | Clasifica al Torneo Nacional con puntos de bonificación. |

## Torneo Provincial
| Pos | Equipo                | PJ | PG | PE | PP | GF | GC | Dif | Pts | Bonificación |
| --- | --------------------- | -- | -- | -- | -- | -- | -- | --- | --- | ------------ |
| 1   | Rangers               | 18 | 7  | 8  | 3  | 25 | 22 | 3   | 22  | 5            |
| 2   | Green Cross-Temuco    | 18 | 8  | 5  | 5  | 32 | 24 | 8   | 21  | 4            |
| 3   | Everton               | 18 | 7  | 6  | 5  | 34 | 25 | 9   | 20  | 3            |
| 4   | Huachipato            | 18 | 6  | 8  | 4  | 25 | 19 | 6   | 20  | 2            |
| 5   | Unión La Calera       | 18 | 7  | 6  | 5  | 21 | 20 | 1   | 20  | 1            |
| 6   | Deportes La Serena    | 18 | 6  | 7  | 5  | 22 | 23 | -1  | 19  | 0            |
| 7   | O'Higgins             | 18 | 3  | 10 | 5  | 23 | 25 | -2  | 16  | 0            |
| 8   | Santiago Wanderers    | 18 | 4  | 8  | 6  | 24 | 27 | -3  | 16  | 0            |
| 9   | Deportes Concepción   | 18 | 5  | 5  | 8  | 16 | 23 | -7  | 15  | 0            |
| 10  | Antofagasta Portuario | 18 | 3  | 5  | 10 | 20 | 34 | -14 | 11  | 0            |

PJ=Partidos jugados; PG=Partidos ganados; PE=Partidos empatados; PP=Partidos perdidos; GF=Goles a favor; GC=Goles en contra; Dif=Diferencia de gol; Pts=Puntos
|  | Clasifica al Torneo Nacional con puntos de bonificación. |

## Torneo Nacional
Se enfrentan en dos zonas sorteadas entre equipos de Santiago y Provincias. Los 5 primeros del torneo metropolitano y provincial clasifican con puntos de bonificación.
Los 3 primeros de cada zona clasifican a la liguilla final por el campeonato.
Los últimos de cada zona, juegan un repechaje para definir al equipo descendido de la temporada.

### Zona A
| Pos | Equipo                | PJ | PG | PE | PP | GF | GC | Dif | Pts |
| --- | --------------------- | -- | -- | -- | -- | -- | -- | --- | --- |
| 1   | Colo-Colo             | 18 | 11 | 4  | 3  | 36 | 19 | 17  | 28  |
| 2   | Unión Española        | 18 | 8  | 4  | 6  | 29 | 26 | 3   | 24  |
| 3   | Rangers               | 18 | 7  | 5  | 6  | 26 | 28 | -2  | 24  |
| 4   | Audax Italiano        | 18 | 6  | 7  | 5  | 27 | 23 | 4   | 20  |
| 5   | Everton               | 18 | 5  | 6  | 7  | 30 | 29 | 1   | 19  |
| 6   | Deportes La Serena    | 18 | 6  | 5  | 7  | 24 | 25 | -1  | 17  |
| 7   | O'Higgins             | 18 | 7  | 3  | 8  | 21 | 29 | -8  | 17  |
| 8   | Antofagasta Portuario | 18 | 5  | 6  | 7  | 19 | 27 | -8  | 16  |
| 9   | Magallanes            | 18 | 5  | 5  | 8  | 27 | 34 | -7  | 15  |

PJ=Partidos jugados; PG=Partidos ganados; PE=Partidos empatados; PP=Partidos perdidos; GF=Goles a favor; GC=Goles en contra; Dif=Diferencia de gol; Pts=Puntos
|  | Juega la Liguilla Final.         |
|  | Juega Repechaje por el Descenso. |

### Zona B
| Pos | Equipo               | PJ | PG | PE | PP | GF | GC | Dif | Pts |
| --- | -------------------- | -- | -- | -- | -- | -- | -- | --- | --- |
| 1   | Santiago Wanderers   | 18 | 11 | 6  | 1  | 37 | 18 | 19  | 28  |
| 2   | Universidad de Chile | 18 | 9  | 2  | 7  | 29 | 23 | 6   | 25  |
| 3   | Green Cross-Temuco   | 18 | 5  | 7  | 6  | 25 | 21 | 4   | 21  |
| 4   | Huachipato           | 18 | 4  | 11 | 3  | 19 | 19 | 0   | 21  |
| 5   | Universidad Católica | 18 | 7  | 5  | 6  | 32 | 30 | 2   | 19  |
| 6   | Palestino            | 18 | 4  | 7  | 7  | 23 | 25 | -2  | 18  |
| 7   | Deportes Concepción  | 18 | 5  | 5  | 8  | 20 | 21 | -1  | 15  |
| 8   | Unión La Calera      | 18 | 4  | 6  | 8  | 21 | 32 | -11 | 15  |
| 9   | Santiago Morning     | 18 | 5  | 2  | 11 | 20 | 36 | -16 | 12  |

PJ=Partidos jugados; PG=Partidos ganados; PE=Partidos empatados; PP=Partidos perdidos; GF=Goles a favor; GC=Goles en contra; Dif=Diferencia de gol; Pts=Puntos
|  | Juega la Liguilla Final.         |
|  | Juega Repechaje por el Descenso. |

## Liguilla Final
| Pos | Equipo               | PJ | PG | PE | PP | GF | GC | Dif | Pts |
| --- | -------------------- | -- | -- | -- | -- | -- | -- | --- | --- |
| 1   | Universidad de Chile | 5  | 4  | 1  | 0  | 10 | 4  | 6   | 9   |
| 2   | Rangers              | 5  | 3  | 1  | 1  | 10 | 8  | 2   | 7   |
| 3   | Green Cross-Temuco   | 5  | 2  | 1  | 2  | 6  | 4  | 2   | 5   |
| 4   | Unión Española       | 5  | 2  | 1  | 2  | 10 | 11 | -1  | 5   |
| 5   | Colo-Colo            | 5  | 1  | 2  | 2  | 8  | 10 | -2  | 4   |
| 6   | Santiago Wanderers   | 5  | 0  | 0  | 5  | 5  | 12 | -7  | 0   |

PJ=Partidos jugados; PG=Partidos ganados; PE=Partidos empatados; PP=Partidos perdidos; GF=Goles a favor; GC=Goles en contra; Dif=Diferencia de gol; Pts=Puntos
|  | Campeón. Clasifica a la Copa Libertadores 1970. |
|  | Clasifica a la Copa Libertadores 1970.          |
|  | Clasifica a la Pre - Recopa.                    |

## Campeón
| Universidad de Chile           |
| Universidad de Chile 7º Título |

## Repechaje por el Descenso
| Pos | Equipo           | PJ | PG | PE | PP | GF | GC | Dif | Pts |
| --- | ---------------- | -- | -- | -- | -- | -- | -- | --- | --- |
| 1   | Magallanes       | 2  | 2  | 0  | 0  | 6  | 2  | 4   | 4   |
| 2   | Santiago Morning | 2  | 0  | 0  | 2  | 2  | 6  | -4  | 0   |

PJ=Partidos jugados; PG=Partidos ganados; PE=Partidos empatados; PP=Partidos perdidos; GF=Goles a favor; GC=Goles en contra; Dif=Diferencia de gol; Pts=Puntos
|  | Desciende a Segunda División. |

| 17 de diciembre de 1969 | Magallanes                                              | 4:1 (1:1) | Santiago Morning | Estadio Nacional, Santiago      |                                 |
| | - H. Luppo 24' - F. Galdámez 62', 65' - J.M. Novo 90+4' |           | A. Vásquez 44'   | Asistencia: 70.022 espectadores | Asistencia: 70.022 espectadores |
| Partido preliminar de Colo Colo vs Santiago Wanderers, por la Primera Fecha de la Liguilla Final del Campeonato Nacional de Fútbol de 1969 |                                                         |           |                  |                                 |                                 |

| 21 de diciembre de 1969 | Santiago Morning   | 1:2 (1:1) | Magallanes     | Estadio Nacional, Santiago                                    |                                                               |
|                         | J.M. Novo 36', 68' |           | A. Vásquez 25' | Asistencia: 5.654 espectadores Árbitro(s): Lorenzo Cantillana | Asistencia: 5.654 espectadores Árbitro(s): Lorenzo Cantillana |

## Definición Pre-Recopa Sudamericana de Clubes
La Pre-Recopa fue una liguilla oficial disputada en 1970 organizada por la ACF a fin de clasificar al representante chileno a la Recopa Sudamericana de Clubes. Green Cross-Temuco, a diferencia de Unión Española, tenía que ganar los dos partidos de la definición Pre-Recopa para clasificar a la Recopa Sudamericana de Clubes 1970. De ganar un solo partido y ganar la llave en un alargue, la clasificación se definía mediante un cara o cruz.
| Pos | Equipo             | PJ | PG | PE | PP | GF | GC | Dif | Pts |
| --- | ------------------ | -- | -- | -- | -- | -- | -- | --- | --- |
| 1   | Unión Española     | 2  | 2  | 0  | 0  | 5  | 3  | 2   | 6   |
| 2   | Green Cross-Temuco | 2  | 0  | 0  | 2  | 3  | 5  | -2  | 0   |

PJ=Partidos jugados; PG=Partidos ganados; PE=Partidos empatados; PP=Partidos perdidos; GF=Goles a favor; GC=Goles en contra; Dif=Diferencia de gol; Pts=Puntos
|  | Clasificado a la Recopa Sudamericana de Clubes 1970. |

| 6 de febrero de 1970 | Green Cross-Temuco | 1:2 (0:1) | Unión Española                         | Estadio Germán Becker, Temuco  |                                |
|                      | Juan Body 57'      |           | Leonardo Véliz 32' · Eladio Zárate 75' | Asistencia: 7.000 espectadores | Asistencia: 7.000 espectadores |

| 18 de febrero de 1970 | Unión Española                                             | 3:2 | Green Cross-Temuco                             | Estadio San Eugenio, Santiago  |                                |
|                       | Rogelio Farías 6' · Eladio Zárate 48' · Leonardo Véliz 80' |     | Juan Carlos Orellana 10' (pen.) · González 90' | Asistencia: 3.312 espectadores | Asistencia: 3.312 espectadores |

### Ganador
| Chile                    |
| Unión Española 1º título |

## Goleadores
| Jugador              | Jugador             | Goles | Equipo               |
| -------------------- | ------------------- | ----- | -------------------- |
| Bandera de Paraguay  | Eladio Zárate       | 22    | Unión Española       |
| Bandera de Uruguay   | Alberto Ferrero     | 20    | Santiago Wanderers   |
| Bandera de Argentina | Osvaldo González    | 18    | Green Cross-Temuco   |
| Bandera de Argentina | Orlando Garro       | 17    | Everton              |
| Bandera de Argentina | Pedro Manfredini    | 17    | Deportes La Serena   |
| Bandera de Chile     | Fernando Pérez      | 16    | O'Higgins            |
| Bandera de Uruguay   | Uruguay Graffigna   | 16    | Unión La Calera      |
| Bandera de Argentina | Jorge Spedaletti    | 16    | Universidad de Chile |
| Bandera de Chile     | Carlos Reinoso      | 15    | Audax Italiano       |
| Bandera de Argentina | Pedro Marchetta     | 14    | Santiago Morning     |
| Bandera de Argentina | Marcelo Pagani      | 13    | Audax Italiano       |
| Bandera de Chile     | Carlos Caszely      | 13    | Colo-Colo            |
| Bandera de Argentina | Mario Rodríguez     | 13    | Colo-Colo            |
| Bandera de Chile     | Víctor Zelada       | 13    | Colo-Colo            |
| Bandera de Chile     | Osvaldo Castro      | 13    | Deportes Concepción  |
| Bandera de Chile     | Rául Orellana       | 13    | Green Cross          |
| Bandera de Chile     | Rodolfo Begorre     | 13    | Rangers              |
| Bandera de Chile     | Adolfo Olivares     | 13    | Santiago Morning     |
| Bandera de Chile     | David Henry         | 12    | Everton              |
| Bandera de Chile     | Francisco Galdamez  | 12    | Magallanes           |
| Bandera de Chile     | Agustín Riveros     | 12    | Palestino            |
| Bandera de Chile     | Sergio Ahumada      | 11    | Deportes La Serena   |
| Bandera de Chile     | Ricardo Díaz        | 11    | Huachipato           |
| Bandera de Chile     | Luis Pino           | 11    | O'Higgins            |
| Bandera de Chile     | Carlos Villagarcia  | 11    | Palestino            |
| Bandera de Brasil    | Delém               | 11    | Universidad Católica |
| Bandera de Argentina | Juan Carlos Sarnari | 11    | Universidad Católica |